# Sabino Arana
Sabino Arana Goiri (znany też jako Arana ta Goiri’taŕ Sabin, ur. 26 stycznia 1865, zm. 25 listopada 1903 w Sukarrieta) – działacz i teoretyk baskijskiego ruchu narodowego, autor licznych prac o języku i historii Basków, współtwórca flagi Kraju Basków.
W 1894 założył Baskijską Partię Narodową. Pod koniec życia zerwał z baskijskim nacjonalizmem.